# Vilagarcía de Arousa
Vilagarcía de Arousa – gmina w Hiszpanii, w prowincji Pontevedra, w Galicji, o powierzchni 44,24 km². W 2011 roku gmina liczyła 37 621 mieszkańców.